# س. نويل وركمان
س. نويل وركمان (بالإنجليزية: C. Noel Workman) هو لاعب كرة قدم أمريكية أمريكي، ولد في 26 مايو 1897، وتوفي في 29 أغسطس 1975 في مقاطعة رامسي في الولايات المتحدة.